# Vale de Cambra
Vale de Cambra este un oraș în Districtul Aveiro, Portugalia.